# Caloptilia cuculipennella
Caloptilia cuculipennella là một loài loài bướm thuộc họ Gracillariidae. Loài này có ở khắp châu Âu.
Sải cánh từ 11–12 mm.
Ấu trùng ăn các loài Fraxinus excelsior, Ligustrum vulgare và Syringa vulgaris.

## Hình ảnh

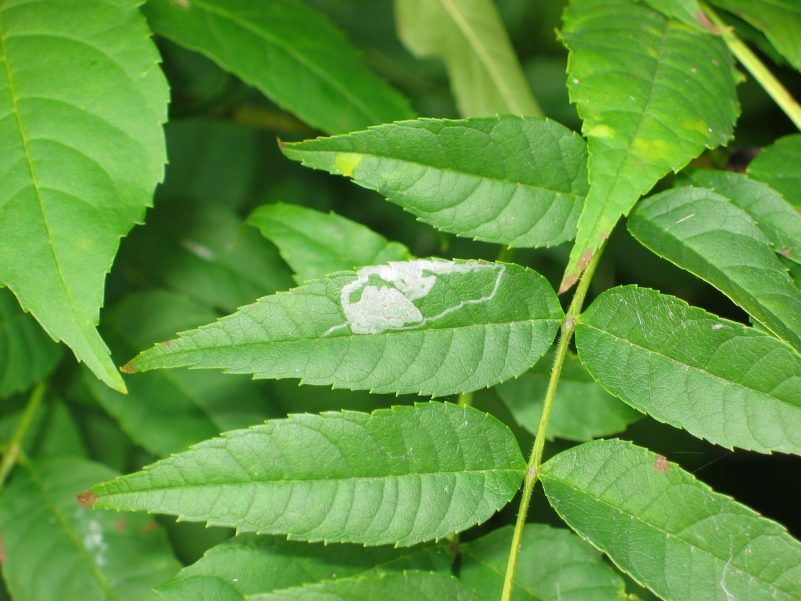
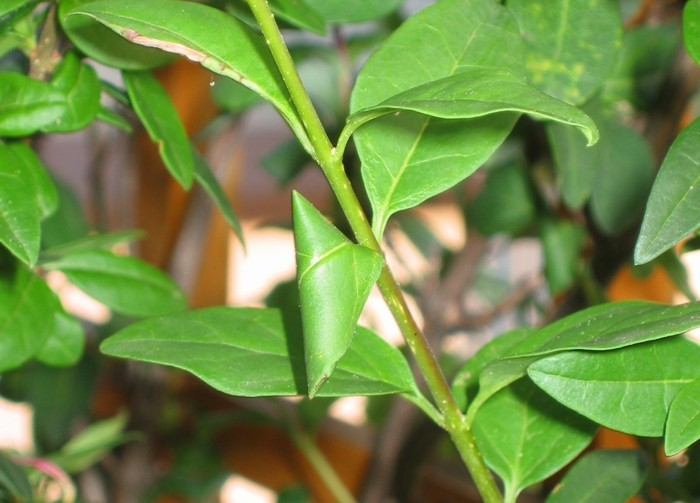
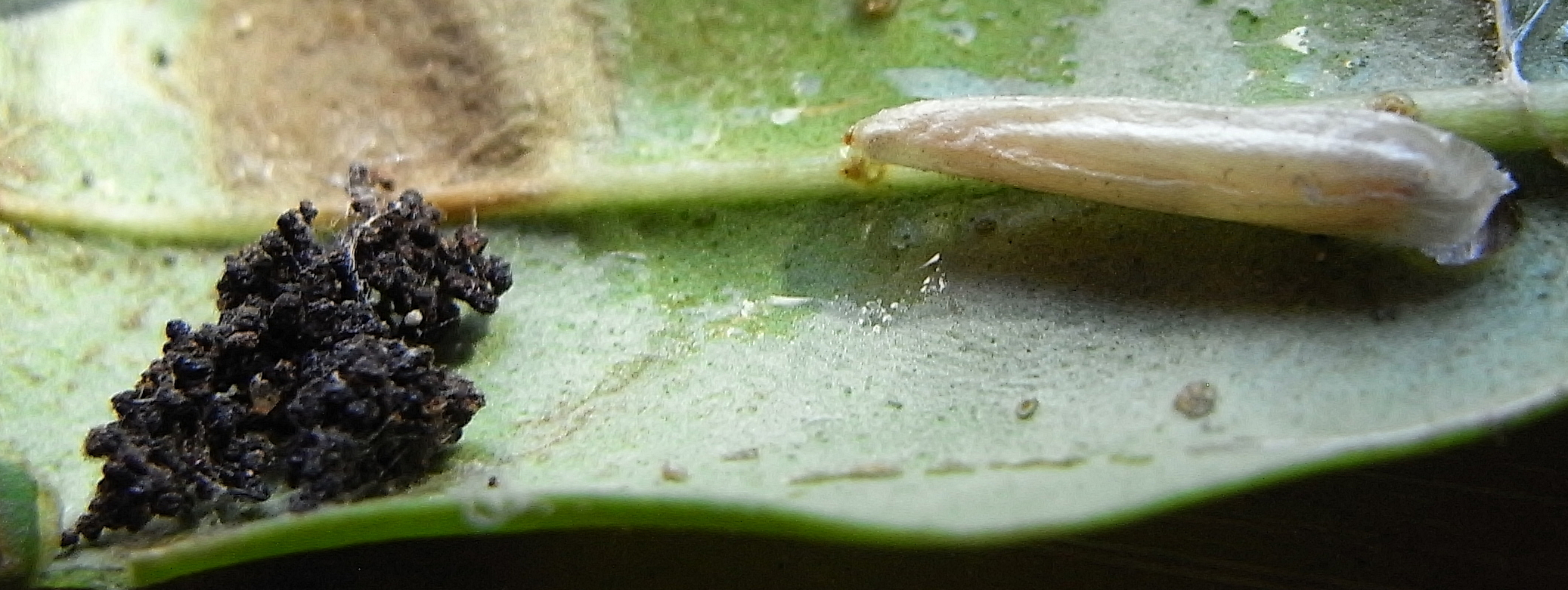
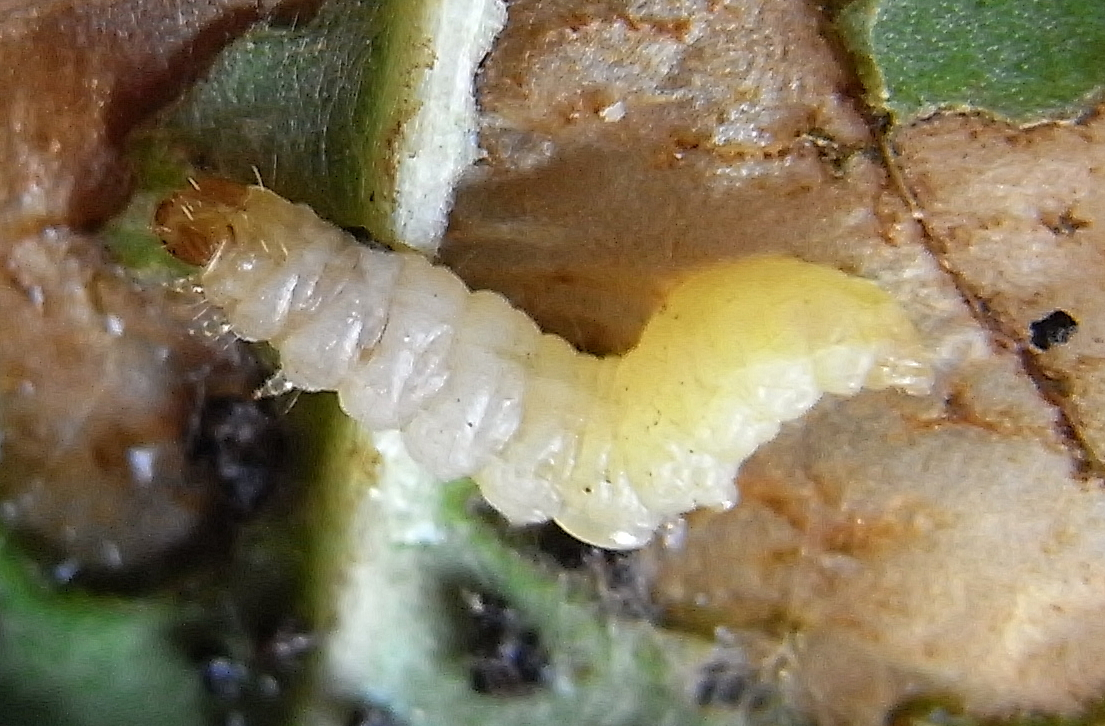